# Francesco Ruschi (politico)
Francesco Ruschi (Pisa, 1807 – 1875) è stato un politico italiano.

## Biografia
Francesco Ruschi, secondogenito di Giovan Battista e di Elisabetta Scorzi, nacque a Pisa nel 1807. Dopo aver frequentato il Collegio Carlo Lodovico a Lucca, si laureò in diritto presso l'ateneo pisano. Di idee liberali moderate , fu gonfaloniere di Vicopisano dal 1844 al 1846; successivamente divenne gonfaloniere di Pisa per alcuni mandati, nel periodo dal 1846 fino al 1863, in maniera non continuativa. Partecipò alla commissione per la discussione del progetto di riforma comunale nel Granducato di Toscana, nel 1847. Quando nel febbraio del 1849 si prospettò l'adesione della Toscana alla Repubblica romana del Guerrazzi, fu contrario ad essa minacciando di dare le dimissioni dall'ufficio di gonfaloniere.
Come Gonfaloniere di Pisa si occupò dei lavori di restauro della torre del Palazzo Pretorio, gravemente danneggiata dal terremoto del 14 agosto 1846, con il supporto tecnico di architetti come Alessandro Gherardesca.
Ebbe un ruolo importante nel settore della organizzazione del credito nella provincia di Pisa, in particolare di quello agricolo: nel 1856 fu promotore e direttore della Banca di credito fondiario di Pisa, socio della Cassa di risparmio pisana nel 1859 e consigliere delegato della filiale pisana della Banca nazionale agricola di Firenze (1873), nonché membro della Camera di commercio di Pisa. Nel 1872 fu nominato consigliere onorario delle Banche agrarie autonome confederate.
Con l'Unità d'Italia assunse la carica di sindaco di Vicopisano dal 1865, dalla quale si dimise alla fine del 1866; Francesco Ruschi fu per molti anni membro del Consiglio comunale di Calci, dove la famiglia possedeva diversi terreni e, fin dalla metà del XVIII secolo, aveva costruito una residenza. In suo ricordo, il Consiglio comunale di Calci, con delibera 4 maggio 1875, deliberò di intestare una strada con la denominazione "Strada Francesco Ruschi", tuttora esistente nella toponomastica comunale.
Insieme al fratello Rinaldo fece parte del Consiglio provinciale pisano dal 1865 al 1869. Francesco Ruschi si era unito in matrimonio nel 1837 con Maria Paperini, appartenente a una ricca famiglia pisana: il padre di Maria, l'avvocato e notaio Giulio Paperini, si era occupato di questioni matrimoniali e patrimoniali connesse anche alla legislazione cd. Eversiva dell'Asse ecclesiastico, con grande successo, anche economico. Dall'unione di Francesco Ruschi e Maria Paperini nacquero Maria Elisabetta coniugata Banti, Giovanni Battista, Giulio (dal quale continuò la discendenza degli attuali Ruschi), Paolo, Adolfo e Luisa (coniugata con il cugino Girolamo Ruschi, da cui i Ruschi Noceti di Pontremoli).
Francesco Ruschi morì nel 1875.